# Izabela Textorisová
Izabela Textorisová, slovaška botaničarka, * 16. marec 1866, Ratkova, Avstrijsko cesarstvo, † 12. september 1949, Krupina, Češkoslovaška. 
Izabela Textorisová je bila prva slovaška botaničarka. Njen obsežni herbarij je še danes dragocen vir za botanike. Opisala je več kot sto novih rastlin v regiji Turiec. Leta 1893 je odkrila novo vrsto bodaka, ki so jo kasneje v njeno čast poimenovali Carduus textorisianus Marg.
V njeno čast so poimenovali tudi asteroid glavnega pasu, ki so ga odkrili leta 2000.